# Manheim-Alt
Manheim-Alt ist ein Stadtteil von Kerpen im Rhein-Erft-Kreis in Nordrhein-Westfalen. Manheim-Alt lag in der Abbauzone des Tagebaus Hambach und sollte diesem nach den Plänen von RWE ursprünglich bis zum Jahr 2024 weichen. Als Ersatz entstand der Umsiedlungsort Manheim westlich von Kerpen.
Stand Juli 2023 war ein großer Teil der Häuser abgerissen und die Kirche sollte als einziges Gebäude erhalten bleiben. Einige Bewohner wohnten weiterhin im Ort und wehrten sich gegen die Umsiedlung. Sie argumentierten, dass unter dem Ort gar keine Braunkohle gewonnen werden solle, sondern lediglich Kies und Sand zur Verwendung im Tagebau, die jedoch auch an einem anderen Ort gewonnen werden könnten. RWE widersprach, dass es keine Alternative gebe.

Stand 2024 scheint eine Zukunft möglich, unter dem Schlagwort NEULAND HAMBACH ist eine entsprechende GmbH mit der Verwertung der Überreste des Ortes beschäftigt.

Stand Juni 2025 ist das Restdorf als Standort eines 170 m hohen Aussichtsturmes aus Holz im Gespräch.

## Lage
Manheim-Alt liegt in der Jülich-Zülpicher Börde zwischen der Steinheide und dem Bürgewald. Nachbarorte sind südlich Buir und Blatzheim, und westlich Bürgewald, das ehemalige Morschenich. Die Siedlung Tanneck (Stadt Elsdorf) befand sich im Norden des Ortes, diese wurde bereits abgebaggert. Zu Manheim-Alt gehören Haus Forst, welches nicht abgebaggert wurde, sowie Haus Bochheim und die Waldhöfe. Bis zur Verlegung der A4 verlief diese zwischen Haus Bochheim und Manheim-Alt, seit der Verlegung verläuft sie südlich der Ortslage.

## Geschichte

### Ursprünge
Manheim wurde das erste Mal urkundlich im Jahre 898 erwähnt. Dabei handelt es sich um eine Schenkungsurkunde, mit der König Zwentibold dem Stift Essen Besitz unter anderem im Ort Manheim (damals Mannunhem) überträgt.
1027 ging die Grundherrschaft an das Erzbistum Köln über.

### Beteiligung am Bürgewald
Manheim gehörte zu den am Bürgewald beteiligten Orten, die Rechte am Wald besaßen. Der Legende nach schenkte der hl. Arnold von Arnoldsweiler den umliegenden Gemeinden den Wald, der vorher unter kaiserlichem Wildbann stand. Als Dank mussten die Gemeinden jährlich am Pfingstdienstag den Wachszins an die Pfarrkirche von Arnoldsweiler abliefern. Eine Urkunde vom 18. März 1360, die Herzog Wilhelm I. von Jülich unterschrieb, bestätigte den Wachszins. Manheim wird hierin nicht explizit erwähnt, jedoch alle umliegenden Dörfer. In der Urkunde steht, dass dat kerspel von Blaitzheim mit seinem Zubehoer eine Kerze von 12 Pfund Wachs abliefern musste. Manheim gehörte damals zur Pfarre Blatzheim, mit Zubehoer wird also auch Manheim gemeint sein. Dafür spricht auch, dass Manheim im Jahr 1775, als der bislang gemeinschaftlich genutzte Bürgewald unter den Gemeinden aufgeteilt wurde, ebenfalls mit der Manheimer Bürge einen Teil des Waldes erhielt.

### Nach 1945
Ab 1954 bildeten die Gemeinden Buir und Manheim einen gemeinsamen Amtsbezirk.
Bis 1974 war Manheim eine eigenständige Gemeinde, bevor der Ort dann durch das Köln-Gesetz mit Wirkung vom 1. Januar 1975 der neuen Stadt Kerpen zugeordnet wurde.

### Umsiedlung

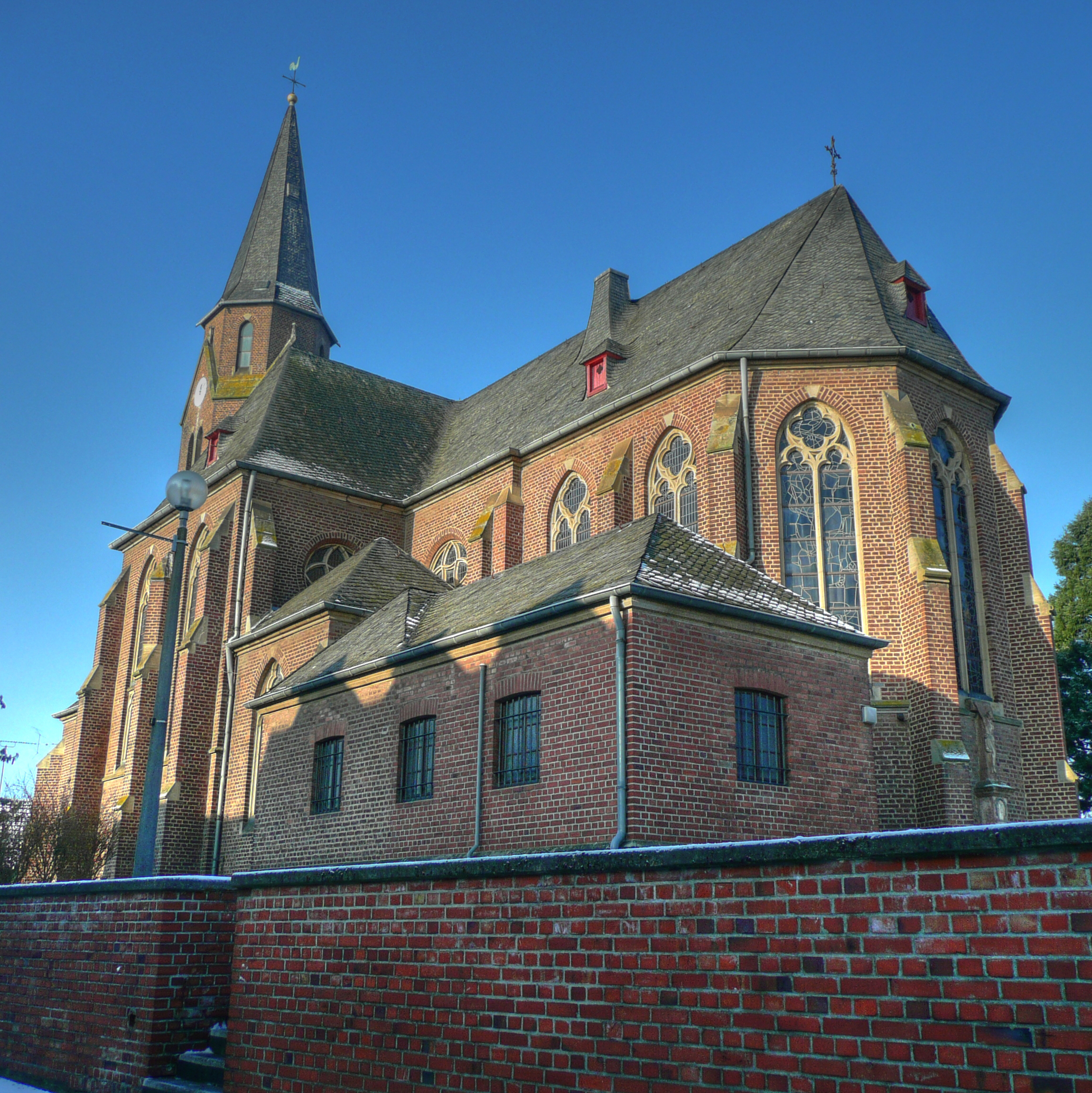
Katholische Pfarrkirche St. Albanus und St. Leonhardus

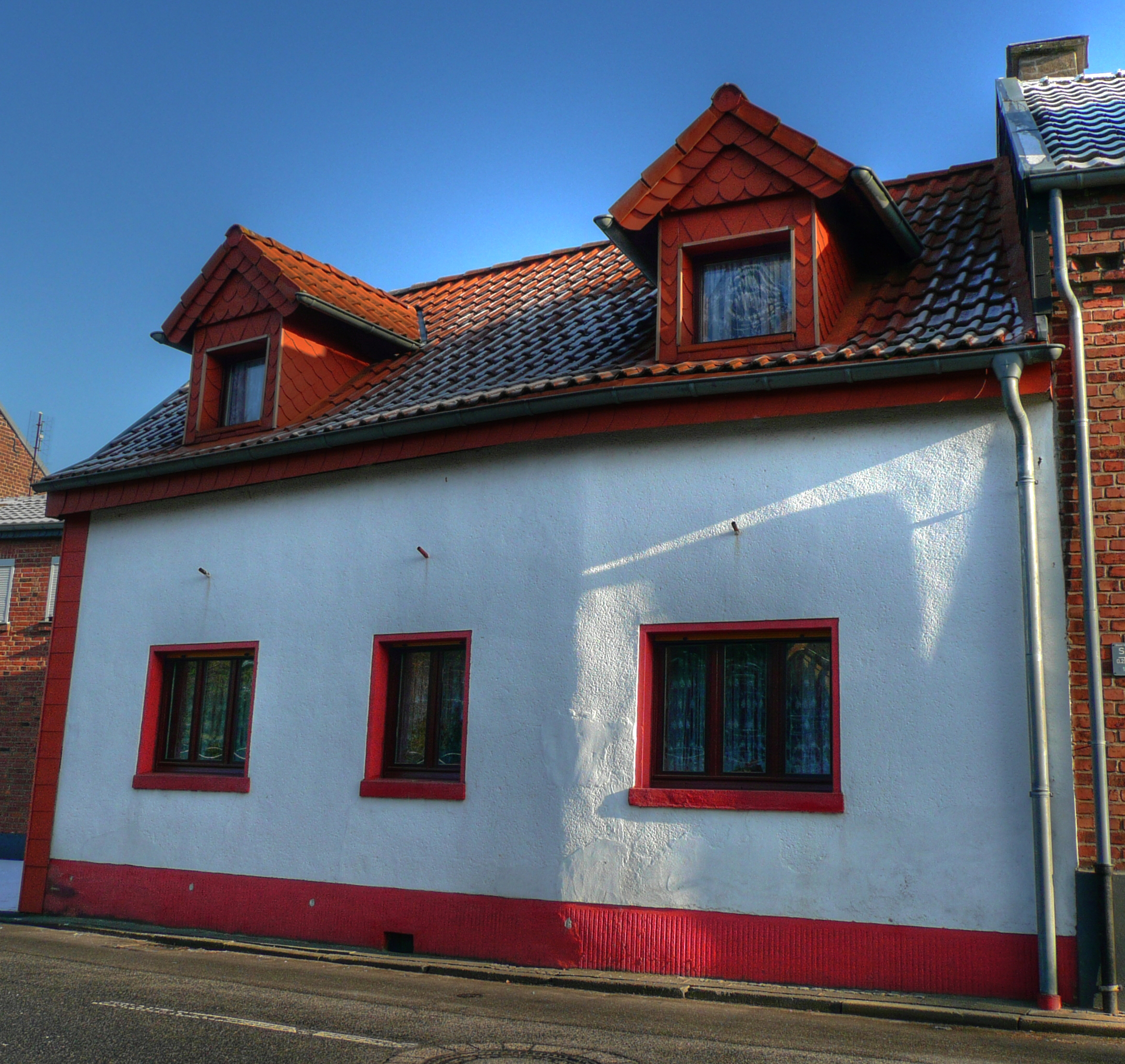
Wohnhaus im Ortskern

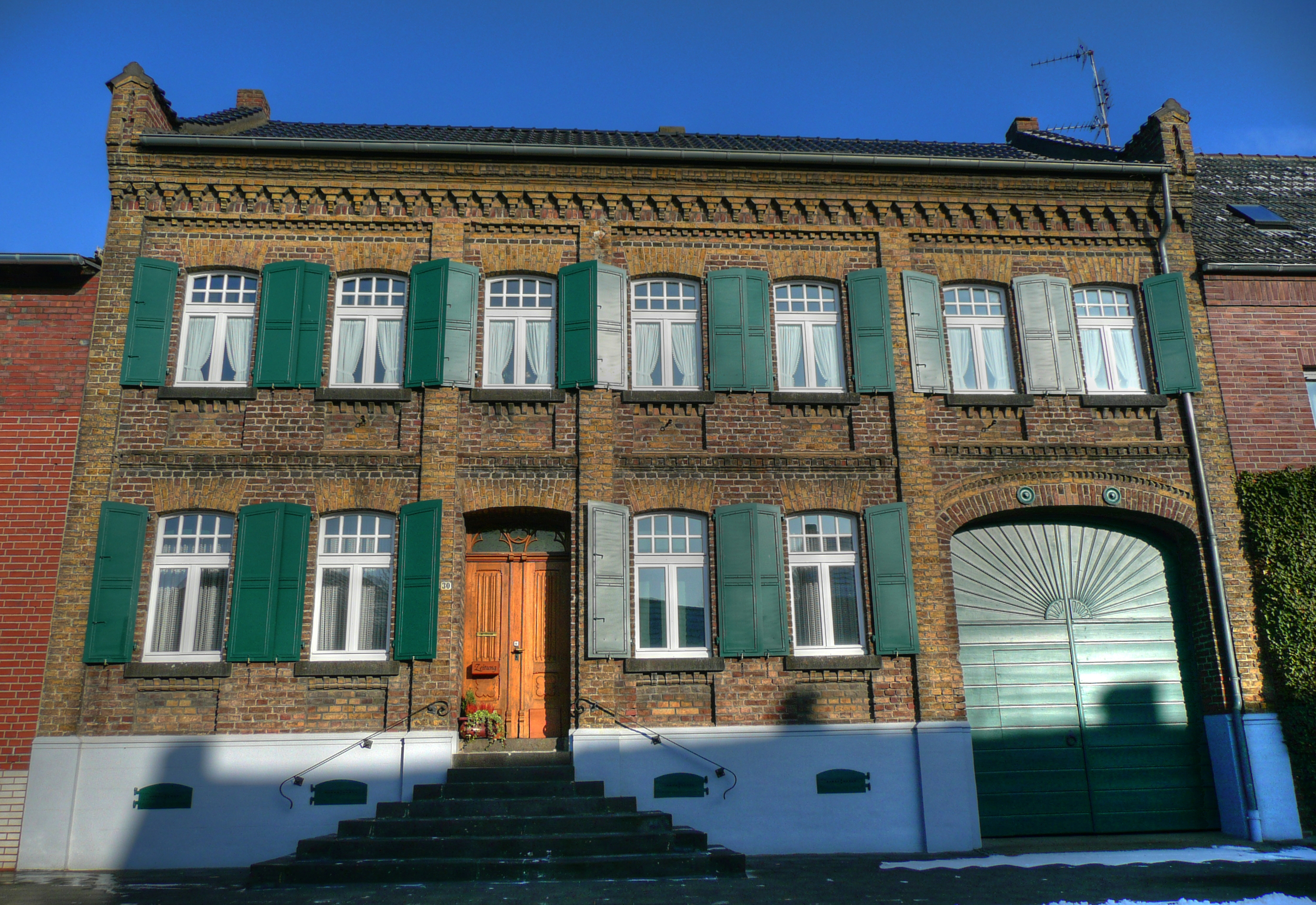
Anwesen im Ortskern

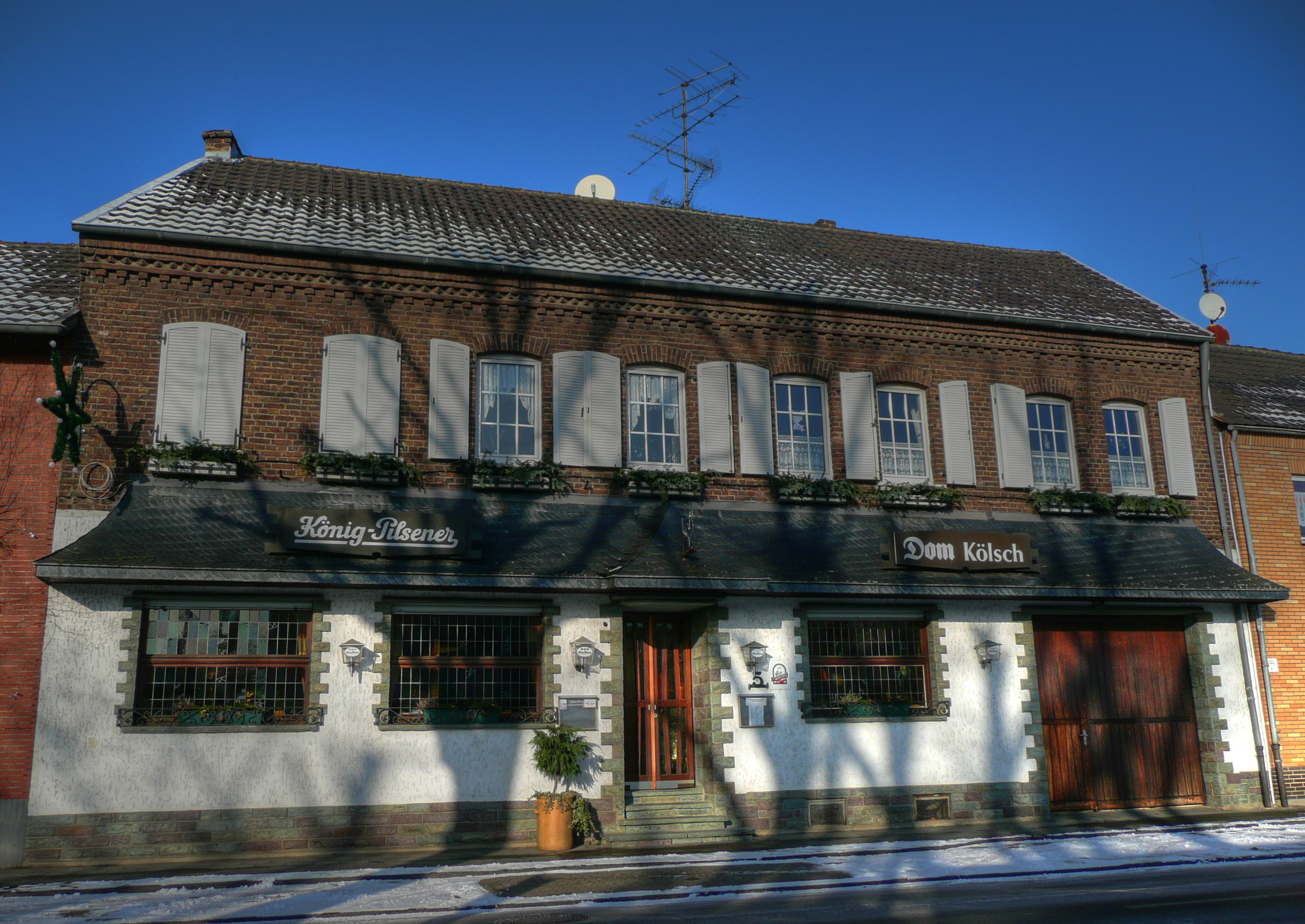
Gasthof im Ortskern

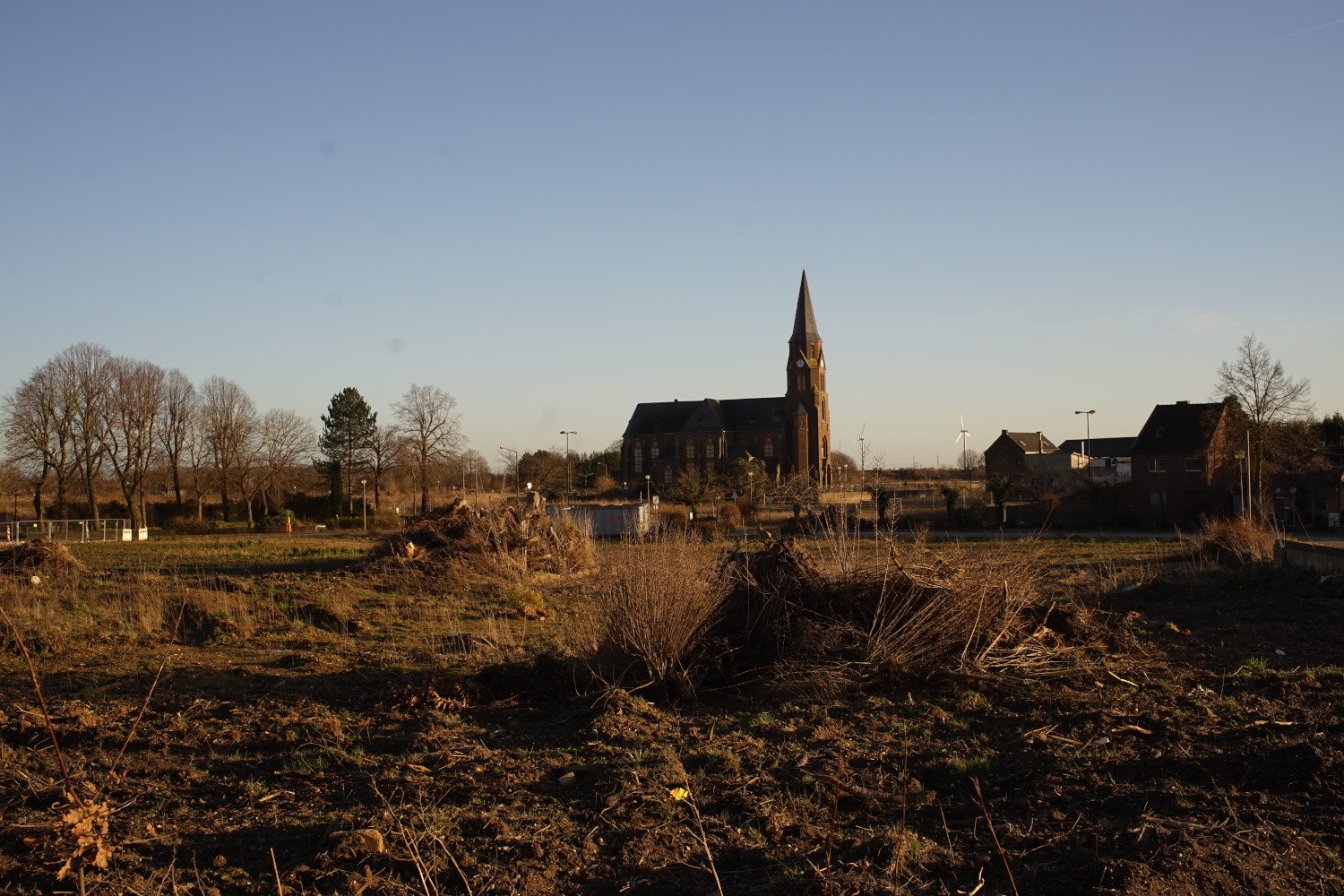
Manheim im Februar 2022

Seit Ende der 1970er war bekannt, dass Manheim dem Braunkohletagebau Hambach weichen muss.
Dazu wurde 2007 der Antrag auf Aufstellung des Braunkohlenplans Hambach, sachlicher Teilabschnitt Umsiedlung Manheim erstellt und beim Bergamt eingereicht. Die Genehmigung wurde am 8. Juni 2011 von der Landesregierung NRW erteilt. 
Für die Umsiedlung hatten die Manheimer Einwohner drei mögliche Standorte für (Neu-)Manheim zur Wahl; Kerpen-West, Kerpen-Dickbusch und den Südwestteil Buirs. Bei einer Abstimmung am 16. Dezember 2007 entschieden sie sich bei einer Wahlbeteiligung von 71,75 % und nur einer ungültigen Stimme mit 81,05 % für Kerpen-Dickbusch, nordwestlich von Langenich. Der Bebauungsplan sieht überwiegend freistehende Einfamilienhäuser vor.
In einer weiteren Befragung vom 11. Februar bis 16. März 2008 konnten die Manheimer Bürger angeben, wie groß der Bedarf an Grundstücken ist. Daraus wurde die Größe Manheims am neuen Standort in Kerpen-Dickbusch ermittelt. Am 18. März 2010 fand eine Informationsveranstaltung zur Grundstücksbefragung statt.
Manheim-Alt wurde zwischen 2012 und 2020 sukzessive bis auf 39 Einwohner umgesiedelt, 2021 stieg die Einwohnerzahl auf 41. 
In Manheim-Alt wohnten in den Jahren 2016 bis 2018 übergangsweise bis zu 400 Flüchtlinge.

## Kirche
Im Zentrum des Ortes steht die ehemalige römisch-katholische Pfarrkirche St. Albanus und Leonhardus. Sie wurde zwischen 1898 und 1900 nach Plänen von Franz Statz erbaut. Die Kirche wurde am 18. Mai 2019 profaniert. Die Kirche wird voraussichtlich als einziges Gebäude Manheims erhalten bleiben.

## Bevölkerungsentwicklung

Einwohnerentwicklung von Manheim von 1816 bis 2017

Die Einwohnerzahl von Manheim-Alt war zwischen 1974 und dem Beginn der Umsiedlung 2012 nur leicht rückgängig (−12 %). Wegen des näher rückenden Tagebaus Hambach war die Entwicklung durch die Umsiedlung von Manheim-alt nach Manheim-neu bzw. Wegzüge begründet.
| Jahr | 1816 | 1867 | 1910 | 1939 | 1956 | 1974 | 2001 | 2002 | 2003 | 2004 | 2005 | 2006 | 2007 | 2008 | 2009 |
| Ew   | 0517 | 0821 | 0952 | 1198 | 1598 | 1761 | 1754 | 1741 | 1711 | 1693 | 1647 | 1659 | 1648 | 1600 | 1586 |

| Jahr | 2010 | 2011 | 2012 | 2013 | 2014 | 2015 | 2016 | 2017 | 2018 | 2019 | 2020 | 2021 |
| Ew   | 1576 | 1578 | 1454 | 1189 | 0862 | 0702 | 0588 | 0359 | 0187 | 050  | 039  | 041  |

## Zukunft
Ab 2024 sollte die Ortsfläche ursprünglich bergbaulich in Anspruch genommen werden.
Als einziges Gebäude sollte die Kirche erhalten bleiben. Sie sollte Stand 2023 in 50 Jahren am Ufer der nach dem Ort benannten Manheimer Bucht des Sees stehen, der nach der Beendigung des Tagebaus auf dessen Gelände entstehen wird, siehe Tagebau Hambach#Mögliche Folgenutzung.

## Infrastruktur
Manheim-alt liegt zwischen der ehemaligen A4 und der im September 2014 freigegebenen neuen A4 in direkter Nähe der ehemaligen Autobahnabfahrt Buir (8), westlich der Kreisstraße 53 (ehemalige B 477) und nördlich der Bahnlinie Köln-Aachen.
Der Ort verfügte über folgende öffentliche Einrichtungen:
- Kindergarten Pusteblume (ehem. Maria Goretti) mit zwei Gruppen
- Gemeindehaus
- Kath. öffentliche Bücherei

- Gemeinschaftsgrundschule

erhalten blieb die
- Kartbahn Erftlandring, deren Zukunft mittlerweile längerfristig gesichert ist.

## Ortsgemeinschaft
Die Aktivitäten der Ortsgemeinschaft finden am Umsiedlungsort in Manheim statt.
Verblieben ist der Kartclub Rennsportfreunde Wolfgang Graf Berghe von Trips e. V., Kart-Club Kerpen-Manheim.

## Besondere Ereignisse
In der Nacht vom 30. auf den 31. Juli 1943 stürzte eine Short Stirling, die EF 427 'A Apple', am Ortsrand von Manheim ab. Nur ein Bordschütze überlebte den Absturz und landete am Fallschirm im Garten eines Einwohners.
Am 1. August 1995 fand im Gemeindehaus des Ortes die standesamtliche Trauung von Michael Schumacher und Corinna Betsch statt. Ursprünglich war die Trauung im Standesamt Kerpen geplant. Wegen des unerwünschten großen Medienrummels wurde sie kurzfristig nach Manheim verlegt.

## Persönlichkeiten
In Manheim-Alt lebten folgende Persönlichkeiten:
- Ignaz Pfefferkorn (1726–1798), in Neuspanien tätiger Jesuit, Missionar und Naturforscher
- Johannes F. Lambertz, ehem. Vorstandsvorsitzender der RWE Power AG

Für die in Hürth geborenen Michael Schumacher und  Ralf Schumacher  sowie andere ehemalige Formel-1-Rennfahrer war der in Manheim-Alt gelegene Erftlandring die „Hausstrecke“.